# Sose halok meg
A Sose halok meg (eredeti cím: Short Time) 1990-ben bemutatott amerikai akcióvígjáték, a főszereplő Dabney Coleman.

## Cselekmény
Burt Simpson rendőr létére mindig igyekezett megúszni a forró helyzeteket, és ítélőképessége révén sikerült is minden probléma nélkül elérnie a nyugdíjkorhatárt. A legutóbbi orvosi vizsgálat eredménye azonban megdöbbenti: halálos beteg, ráadásul csak néhány hónapja van hátra. Burt a letaglózó hír után átértékeli az életét, úgy dönt, hogy ha nemsokára úgyis meghal, legalább a volt felesége és közös gyerekük járjon jól, ezért mindent megtesz, hogy megkapják a szolgálat teljesítése közbeni halála esetén járó biztosítási pénzt.
Burt felrúgva addigi szokásait és óvatosságát, a legvakmerőbb, legőrültebb zsaruvá válik, aki egymagában száll szembe minden életveszélyes bűnözővel. A gond csupán az, hogy a sors rendre belerondít Burt tervébe, aki valahogy minden akciót túlél, halmozva a kitüntetéseket, ráadásul sejtelme sincs róla, hogy a halálos diagnózisa azon alapszik, hogy a leleteit véletlenül összecserélték egy buszvezetőével…

## Szereplők
| Szereplő        | Színész         | Magyar hang     |
| --------------- | --------------- | --------------- |
| Burt Simpson    | Dabney Coleman  | Ujlaki Dénes    |
| Ernie Dills     | Matt Frewer     | Gesztesi Károly |
| Carolyn Simpson | Teri Garr       | Soproni Ági     |
| Rendőrkapitány  | Barry Corbin    | Hollósi Frigyes |
| Scalese         | Joe Pantoliano  | Csuja Imre      |
| Carl Stark      | Xander Berkeley | Kárpáti Tibor   |